# 카롤리네 폰 브라운슈바이크볼펜뷔텔 공녀
브라운슈바이크의 캐롤라인(Caroline of Brunswick, 1768년 5월 17일 ~ 1821년 8월 7일)은 영국의 군주 조지 4세의 왕비이다.

## 생애
브라운슈바이크-볼펜뷔텔 공 카를 빌헬름 페르디난트와 오거스타 폰 하노버의 딸로 태어난 캐롤라인은 단 한 번도 만나지 않은 사촌 오빠 프린스 오브 웨일스와 1794년 약혼했다. 평소 방탕한 생활로 유명했던 조지는 수십 만 파운드의 빚을 지거나 비밀 결혼식을 올리는 등 많은 문제를 일으켜 아버지 조지 3세의 골칫거리였는데, 조지 3세는 왕자비를 들이는 조건으로 그의 빚을 갚아주기로 했다(조지의 애인 마리아 피츠허버트는 가톨릭 신자였기 때문에 그녀와의 결혼은 무효였다). 1795년 처음으로 대면한 캐롤라인과 조지는 서로에게 실망했지만 세인트 제임스 궁전에서 결혼식을 올렸다.
1796년 장녀 샬럿 오거스타가 태어난 지 얼마 되지 않아 두 사람은 별거에 들어갔고 샬럿은 왕실이 맡아 기르게 되었다. 캐롤라인이 정부를 두고 사생아까지 낳았다는 소문이 퍼지자 정부 고관들로 이루어진 조사단이 진상조사에 착수했다. 그들은 소문의 증거를 찾지 못했지만 조지는 캐롤라인이 샬럿을 만나는 것을 방해하는 것은 물론, 궁정 행사에서 배제시켰다. 왕태자비로서의 권리를 인정받지 못한 채 소외되어 있던 캐롤라인은 1813년부터 유럽을 여행하기 시작했다. 1816년 작센코부르크고타 가문의 레오폴 공자와 결혼한 샬럿 오거스타가 런던에서 산고로 세상을 떠났을 때에도 딸의 임종을 지키지 못했다.
1820년 조지가 국왕으로 즉위하면서 그녀 또한 왕비가 되었지만 조지는 아내와의 이혼을 생각하고 있었다. 캐롤라인이 간통을 했다고 주장하며 의회에 이혼승인안을 제출했으나 부결되었다. 조지 4세는 국민들에게 인기가 없는 왕이었기 때문에 오히려 그와 대립하는 캐롤라인이 대중의 인기를 얻었다. 그녀는 조지 4세의 대관식에도 참석하지 못했으며 1821년 갑작스럽게 죽음을 맞았다. 딸이 잠들어 있는 윈저에 묻어달라는 유언을 남겼으나 브라운슈바이크의 성당에 묻혔다.